# Abbott Laboratories
Abot laboratorije je globalna farmaceutska kompanija bazirana u Čikagu. Ona ima preko 90.000 zaposlenih i posluje u više od 130 zemalja. Sedište kompanije je Abot Park, Severni Čikago (Ilinois). Kompaniju je osnovao čikaški lekar Volis Kalvin Abot in 1888. Godine 2010, Abot je ostvario prihod od $35 milijardi.
Kompanija je razvila prvi HIV test za analizu krvi 1985. Njen portfolio lekova uključuje lek HUMIRA za reumatoidni artritis, psorijatički artritis, ankilozirajući spondilitis, Kronovu bolest, umerenu do jake psorijaze i juvenilni idiopatski artritis; Norvir, treatmen za HIV; Depakot, antikonvulsivni lek; i Levotiroksin, sintetički tiroidni hormon. Abot takođe proizvodi širok spektar medicinskih uređaja, dijagnostičkih proizvoda i imunotestova kao i brojne nutricione proizvode.